# Râul Surina
Râul Surina este un curs de apă, afluent al râului Ponoara. 

## Hărți
- Harta județului Botoșani